# Patrick Traverse
Patrick Traverse, född 14 mars 1974 i Montréal, är en kanadensisk ishockeyspelare (back).
Patrick Traverse blev listad 1992 som nummer 50 i den tredje rundan av Ottawa Senators som han också representerade vid sin NHL-debut säsongen 1995/1996.
Vidare har han spelat för Mighty Ducks of Anaheim, Boston Bruins samt även hemstadens lag Montreal Canadiens.
Säsongen 2005/2006 tillhörde han Dallas Stars där det endast blev spel i en match.
Numera spelar Traverse i den tyska DEL-ligan, och han kommer säsongen 2010/2011 att representera Hamburg Freezers
Patrick Traverse representerade Kanada i VM 2000.